# Río Harlem
El río Harlem es un estrecho en la Ciudad de Nueva York, EE. UU. que fluye a lo largo de 13 km entre los ríos Este y Hudson, separando los distritos de Manhattan y el Bronx. Parte del curso de la corriente del río Harlem es el canal navegable del río Harlem (Harlem River Ship Canal, en inglés), que se extiende al sur del antiguo curso del río, aislando junto con el arroyo Spuyten Duyvil una pequeña parte de Manhattan (Marble Hill) en el lado del Bronx.
El Río Harlem es atravesado por seis puentes basculantes, tres puentes levadizos, y cuatro puentes de arco, y es navegable con cualquier barco de 55 pies (16.8 m) de calado aéreo. Sin embargo, cualquier barco de 5 pies (1.5 m) de altura  requerirá que el puente Spuyten Duyvil los deje pasar.  	
Todos los demás puentes móviles sobre el río Harlem tiene al menos 24 pies (7.3 m) de altura cuando están cerrados, para que los barcos que requieren entre 5 y 24 pies (1.5 y 7.3 m) de altura, sólo necesitarían que un puente los dejara pasar. Estos puentes sustituyeron a otros puentes fijos o puentes muy bajos a finales del siglo XIX para mejorar la navegación. En los últimos años, tras realizar diversas pruebas de apertura en estos puentes, se ha aumentado la capacidad de tráfico de embarcaciones. No hay cuotas para la navegación del río.
El puente High Bridge es el más antiguo de la ciudad. Fue construido entre 1837 y 1848 para transportar el acueducto Croton sobre el río.
El Departamento de Transporte de la Ciudad de Nueva York es el responsable de la operatividad de los puentes, salvo cuando están en reparación. En estos casos es la empresa que realiza esta la responsable de operarlos. En verano, debido a la dilatación de los materiales, muchos de estos puentes quedan bloqueados y no pueden operarse, lo que impide la navegación incluso si se ha atascado cuando estaba abierto. Esto es así porque no está permitido que más de uno de estos puentes esté abierto a la navegación a la vez.
También en el río se encuentra el Peter Jay Sharp Boathouse, una instalación de remo. El río es utilizado por los estudiantes de la Universidad de Nueva York, Universidad de Fordham y Manhattan College, aunque la única universidad con instalaciones permanentes en el río es  Columbia. En el pasado, los remeros de Columbia asistieron al Departamento de Policías de Nueva York en las investigaciones al buscar cuerpos en el agua. Ese tipo de investigaciones aparecieron en la serie Law & Order.

## Galería

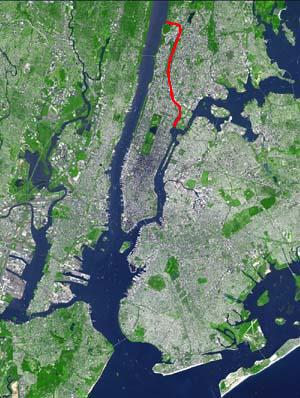
El Río Harlem en rojo entre el Bronx y Manhattan
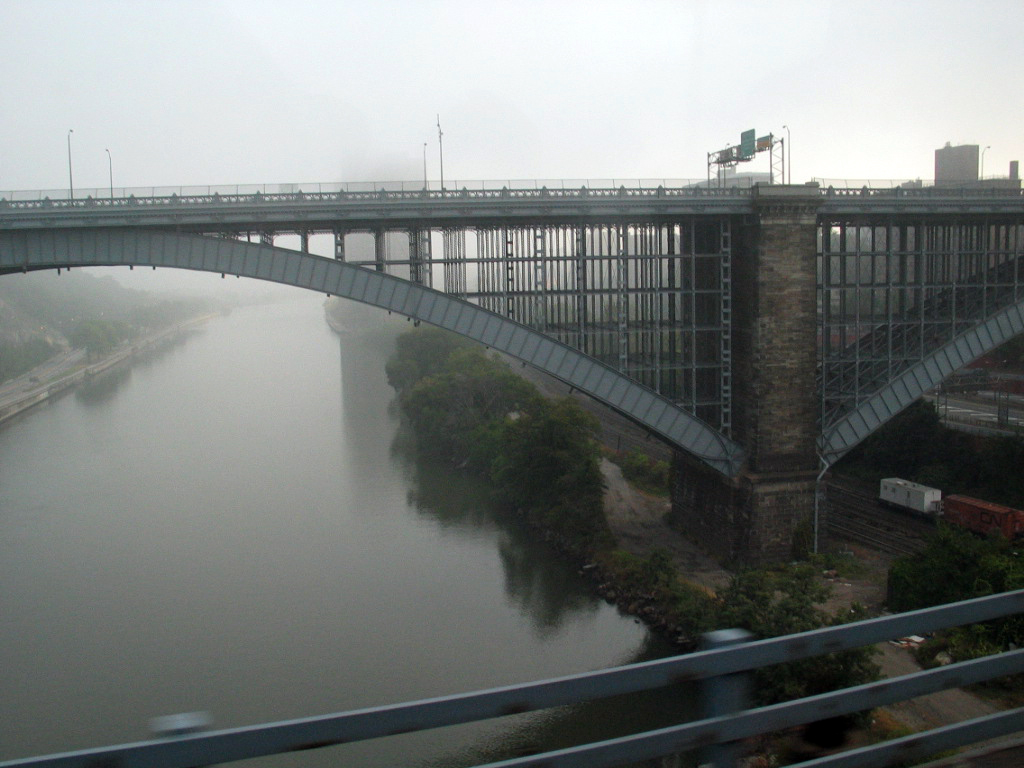
Una mañana nublada sobre el río Harlem
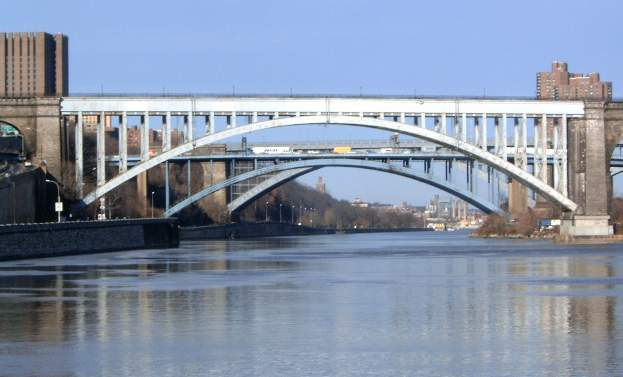
Tres de los puentes que cruzan el Río Harlem: el Puente High, el Puente Alexander Hamilton y el Puente Washington.